# Connie Hyde
Connie Hyde (Haslingden, Lancashire, 1970) is een Engels actrice. Ze is vooral bekend door haar rol als PC Cathy Bradford in de politieserie The Bill.
Hyde heeft ook enkele gastoptredens verzorgd in populaire Britse soaps, waaronder Casualty, Doctors, Holby City, Dalziel and Pascoe en Sharpe en heeft in enkele theaterproducties gewerkt.
Hyde is tevens een spreekbuis voor vrouwen met vruchtbaarheidsproblemen.